# Botho Heinrich zu Eulenburg
Botho Heinrich Graf zu Eulenburg (-Wicken) (* 27. Dezember 1804 in Königsberg i. Pr.; † 17. April 1879 in Berlin) war ein deutscher Verwaltungsjurist und Gutsherr im Königreich Preußen.

## Familie

Stammwappen derer zu Eulenburg

Er war Sohn von Heinrich Graf zu Eulenburg auf Wicken (1779–1842) und dessen Ehefrau Charlotte geb. Gräfin Finck von Finckenstein (1781–1812). Er selbst heiratete 1830 Therese Gräfin von Dönhoff (* 4. Oktober 1806 in Königsberg; † 13. Februar 1885 in Berlin). Aus der Ehe gingen mehrere Kinder hervor. Darunter der preuß. Ministerpräsident Botho Wendt zu Eulenburg, der Hausminister August zu Eulenburg, der General der Kavallerie Karl Botho zu Eulenburg und der Diplomat Wendt Botho zu Eulenburg (1845–1875).

## Leben
Eulenburg studierte nach dem Besuch des Friedrichs-Kollegiums in Königsberg Rechtswissenschaften an der Albertus-Universität und wurde Mitglied der burschenschaftlichen Pappenhemia. Danach war er beim Commerz- und Admiralitätskolleg tätig, ehe er sich der Bewirtschaftung seines Gutes Wicken zuwandte. Im Jahr 1835 wurde er Landrat des Kreises Friedland. Ab 1849 war er Oberregierungsrat und Abteilungsdirigent der Regierung in Königsberg. Im selben Jahr war er kurzzeitig Vizepräsident der Regierung in Stettin sowie außerordentlicher Bevollmächtigter bei der Landesregierung von Schleswig. Zwischen 1850 und 1873 war Eulenburg Regierungspräsident von Marienwerder. Danach war er ab 1874 Präsident der preußischen Staatsschuldenverwaltung.
Eulenburg war Mitglied der Konservativen Partei (Preußen) und saß von 1840 bis 1875 im  Provinziallandtag der Provinz Preußen. Im Jahr 1849 gehörte er der Ersten Kammer des Preußischen Landtages an. 1850 wurde er in einer Nachwahl in das Volkshaus des Erfurter Unionsparlaments gewählt. Er nahm das Mandat an, trat aber nie förmlich in die Kammer ein. Von 1855 bis 1858 saß er im Preußischen Abgeordnetenhaus. Er amtierte als Parlamentspräsident. 1866 wurde er in das Preußische Herrenhaus berufen. Ab 1868 war Eulenburg zudem Mitglied des Norddeutschen und später Deutschen Reichstages. Im Jahr 1867 wurde er mit dem Ehrentitel eines Oberburggrafen und 1874 mit dem eines Landhofmeisters bedacht.